# Exoprosopa tarikerensis
Exoprosopa tarikerensis är en tvåvingeart som beskrevs av Zaitzev 1987. Exoprosopa tarikerensis ingår i släktet Exoprosopa och familjen svävflugor. Inga underarter finns listade i Catalogue of Life.